# Kiseleffska huset
Kiseleffska huset är en byggnad i Helsingfors vid Senatstorget. I huset fungerade det första Stockmann-varuhuset. Varuhuset flyttade ut till den nuvarande varuhusbyggnaden år 1930. Numera finns det en galleria i Kiseleffska huset.
Ursprungligen var huset uppfört 1772–1778 för köpman Johan Sederholm. Huset inrymde ett sockerraffinaderi, grundat av Bernhard Manecke 1806. Detta fortsattes av köpmannen Feodor Kiseleff från 1812, men flyttade till stranden av Tölöviken på grund av brandfaran 1823. 
Åren 1822–1824 förnyades huset efter ritningar av Carl Ludvig Engel. 
Stockmann köpte huset 1879 och Lars Sonck ritade dess butikshall 1911–1912. Varuhuset var verksamt i byggnaden fram till 1930, då det nuvarande Stockmannvaruhuset stod färdigt. Senare användes Kiseleffs hus av polisavdelningen och numera finns det en galleria i Kiseleffska huset.

## Bildgalleri

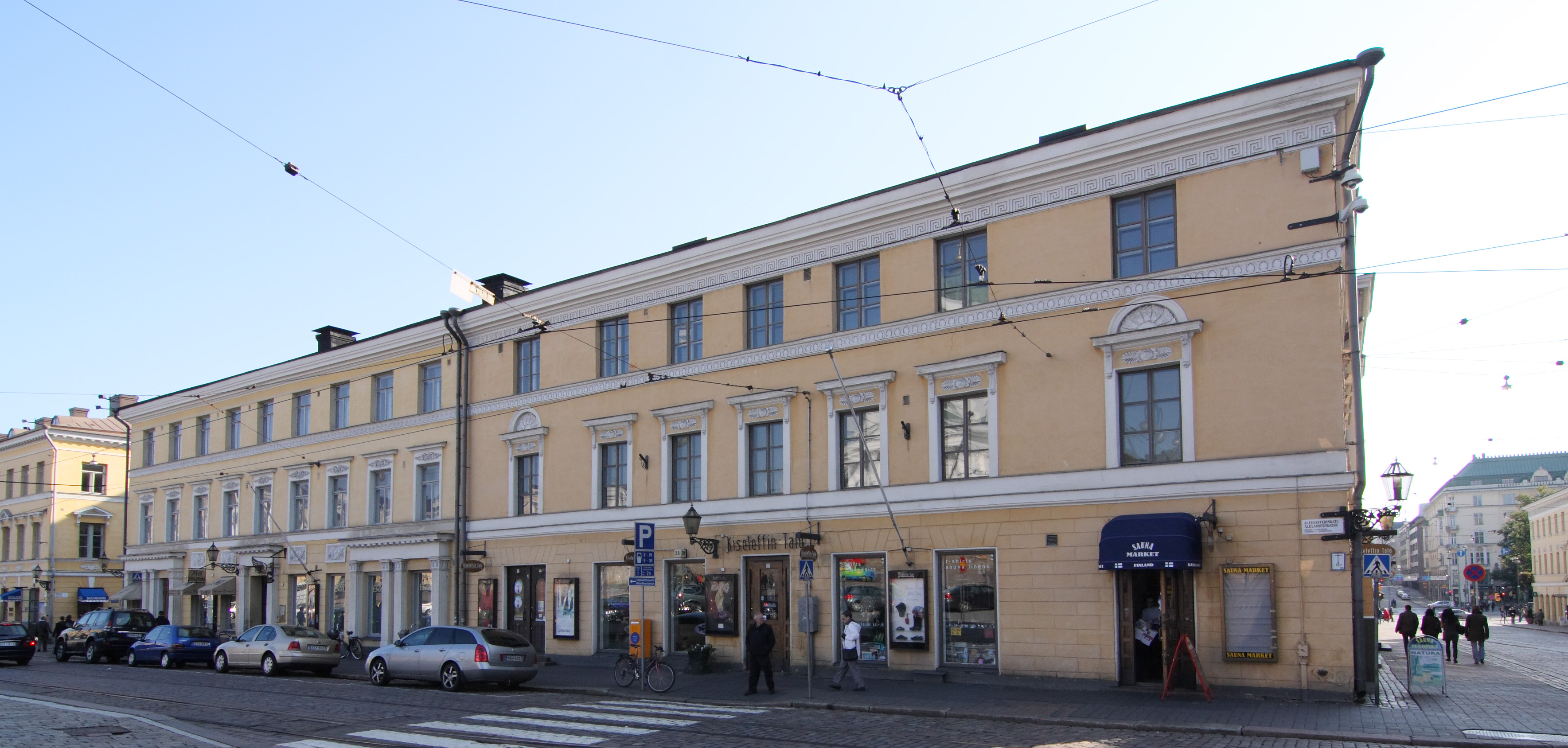
Kiseleffska huset, Alexandersgatan 28
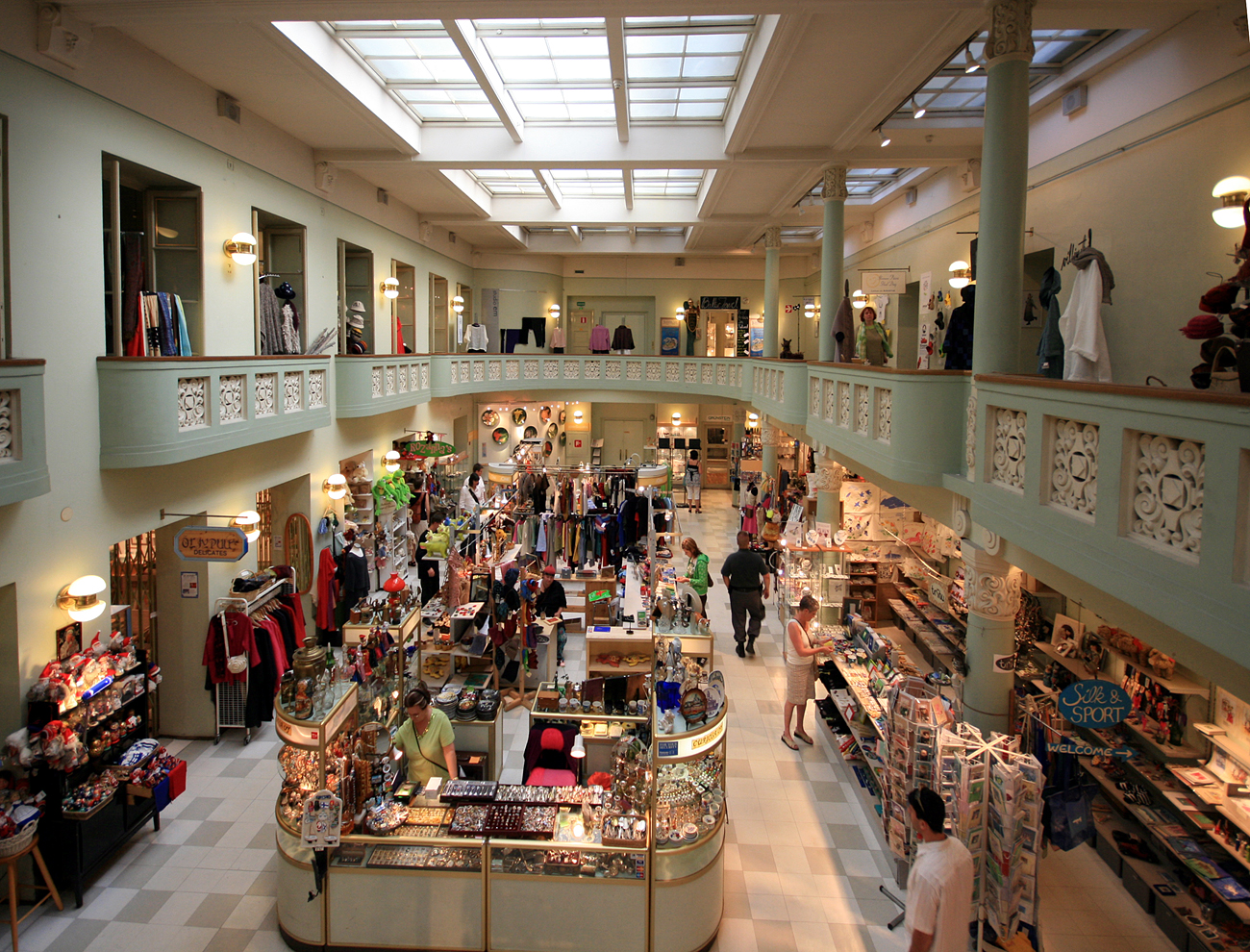
Kiseleffska huset, interiör